# Timàreta
Timàreta (grec antic: Τιμαρέτη; Atenes, fl. 420 aC) va ser una pintora de l'antiga Grècia considerada una de les sis dones artistes de l'antiguitat segons Plini el Vell juntament amb les pintores Irene, Calipso, Aristàreta, Iaia de Cízic i Olimpíada.

## Biografia
Totes les dades biogràfiques de Timàreta que es coneixen avui dia provenen de les referències que altres autors hi han fet al llarg de la història. Possiblement va néixer a l'antiga Atenes durant el segle v aC, filla de Micó d'Atenes, pintor i escultor d'algunes obres relacionades amb els Jocs Olímpics de l'antiguitat. Hi ha fonts que en situen el naixement cap a l'any 420 aC, data que coincideix relativament amb les afirmacions de Giovanni Boccaccio a De mulieribus claris i de Christine de Pisan al Llibre de la ciutat de les dames, que el situen cap a la norantena Olimpíada.
Plini el Vell va descriure escassament Timàreta en la seva obra Naturalis Historia en dues ocasions. Al 35è capítol del volum XXXV, s'hi refereix com a «també hi havia un altre Micó, distingit del primer amb el cognom d'"El jove", la filla del qual, Timàreta, també practicava l'art de la pintura». I al 40è capítol del volum XXXV, en descriu la seva producció artística: «Timàreta, filla de Micó, va pintar una Diana a Efes, una de les pintures més antigues conegudes». Pel que fa a aquesta obra pictòrica de la dea romana de la caça i dels boscos (equivalent d'Àrtemis en la mitologia grega), sembla que l'hauria pintada durant el regnat d'Arquelau I de Macedònia, tot i que no se n'esmenta l'època ni la permanència en aquella ciutat.
De Pisan i Boccaccio, per la seva banda, afirmen que Timàreta va abandonar «les ocupacions comunes de les dones» per dedicar-se a l'art del seu pare; la seva gran popularitat va fer que els efesis li demanessin que pintés una taula amb l'efígie de la dea Diana. Sembla que aquesta obra hauria sobreviscut durant força temps com a objecte de molta veneració i que només s'exposava durant les festes solemnes de la deessa.
Finalment, Bocaccio va apuntar que Timàreta hauria viscut una llarga vida i que la seva trajectòria artística fou digna de molts elogis tenint en compte els quefers i la situació social de les dones en aquella època.

## En l'art contemporani
Timàreta és una de les 999 dones de l'Heritage Floor que figuren a l'obra The Dinner Party de Judy Chicago (1979). El seu nom està associat al de la poeta de l'antiga Grècia Safo de Lesbos, que alhora està representada com una de les 39 dones assegudes a l'Ala I de la taula de la instal·lació.